# Косенко Владислав Васильович
Владислав Васильович Косенко (* 1970) — полковник ЗСУ, командир 112 ОБрТрО з вересня 2023.

## Життєпис
Був кадровим військовим 23 роки. У 2012-му році звільнився з армії і почав займатися бізнесом у сфері нерухомості.
У 2014—2020 роках був волонтером.
25 лютого 2022 повернувся до війська отримавши зброю звичайним солдатом. Через офіцерське звання одразу став командиром групи, котру направили в напрямку Пущої-Водиці. Серед 50 людей його групи в армії служило 5 людей. 22 березня на основі роти, якою він командував сформовано 244-й батальйон, підполковник Косенко став командиром 244-го батальйону.
Звільняв Харківщину. Визволяв місто Вовчанськ і там займався обороною до грудня 2022 року.
В кінці лютого 2023 брав участь в боях в районі Кремінної.
23 лютого 2024 року нагороджений орденом Богдана Хмельницького ІІІ ступеня.